# Тайбе Юсеин
Тайбе Юсеин Мустафа е българска състезателка по борба от турски произход. Световна шампионка за девойки през 2010 г. Има два сребърни и един бронзов медал от световни първенства за жени. Държавна шампионка за девойки и жени. Възпитаничка е на Русенското спортно училище и се състезаваше за „Юнак Локомотив"-Русе, личен треньор ѝ беше Сава Семков. Състезава се за отбора на „Левски“ София, с личен треньор Серафим Бързаков.
На 25 октомври 2018 година става световна шампионка по свободна борба в категория до 62 килограма като надделява над японката Юкако Кавай с 6:2.
През 2018 година е избрана за Спортист на годината на България.

## Биография
Тайбе Юсеин е родена на 4 май 1991 година в разградското село Мъдрево. Възпитаничка на Спортното училище в Русе. Още като първокласничка в Разград Тайбе настоява да спортува. Родителите ѝ я записват на тренировки по бадминтон. Година по-късно бащата заминава на гурбет, останалата част от семейството се прибира в родното си село. На село няма други възможности освен борбата и Тайбе излиза на тепиха. Когато завършва пети клас, първият ѝ треньор Мустафа Кесман препоръчва на родителите ѝ да продължи в спортно училище. Така девойката поема към Русе и заживява на квартира от 12-годишна.

### Успехи
През 2006 година Тайбе печели първия си бронзов медал на Европейското първенство по свободна борба за кадетки в Истанбул.
На първите европейски игри в Баку през 2015 печели бронзов медал.
В спортната си кариера от 2006 г. Тайбе Юсеин има 4 сребърни и 11 бронзови медала от световни и европейски първенства за кадетки, девойки и жени.

#### Спечелени медали
- Летни олимпийски игри 2020, 2021, Бронз, 62 кг
- ЕП, 2022, Злато, Будапеща, Унгария, 62 кг
- СП, 2019, Сребро, Нурсултан, Казахстан, 62 кг
- ЕП, 2019, Злато, Букурещ, Румъния, 62 кг
- СП, 2018, Злато, Будапеща, Унгария, 62 кг
- ЕП, 2018, Злато, Каспийск, Русия, 62 кг
- СП, 2015, Бронз, Лас Вегас, САЩ, 63 кг
- ЕОИ, 2015, Бронз, Баку, Азербайджан, 60 кг
- СП, 2014, Бронз, Ташкент, Узбекистан, 60 кг
- ЕП, 2014, Бронз, Вантаа, Финландия, 60 кг
- СП, 2013, Сребро, Будапеща, Унгария, 59 кг
- СП, 2012, Сребро, Страткона, Канада, 63 кг
- СП, 2011, Злато, девойки, Букурещ, Румъния, 63 кг
- ЕП, 2011, Бронз, девойки, Зренянин, Сърбия, 63 кг
- ЕП, 2011, Сребро, Дортмунд, Германия, 63 кг
- СП, 2010, Бронз, девойки, Будапеща, Унгария, 63 кг
- ЕП, 2010, Бронз, девойки, Самоков, България, 59 кг
- ЕП, 2010, Сребро, Баку, Азербайджан, 59 кг
- СП, 2009, Бронз, девойки, Анкара, Турция, 59 кг
- ЕП, 2009, Бронз, девойки, Грузия-Тбилиси, 59 кг
- ЕП, 2006, Бронз, кадетки, Турция-Истанбул, 56 кг